# 小林潔司
小林 潔司（こばやし きよし、1953年（昭和28年）7月1日 - ）は、日本の土木工学者。専門は計画・マネジメント論。京都大学名誉教授。

## 経歴・人物
兵庫県姫路市出身。兵庫県立姫路西高等学校を経て、1976年（昭和51年）京都大学工学部土木工学科卒業、1978年（昭和53年）京都大学大学院工学研究科修士課程土木工学専攻を修了し、同年京都大学工学部土木工学科助手、1991年（平成3年）鳥取大学工学部社会開発システム工学科教授を経て、1996年（平成8年）京都大学大学院工学研究科土木工学専攻教授に転じ、2010年（平成22年）同経営管理大学院長に就任した。
ついで2012年（平成24年）京都大学大学院経営管理研究部附属経営研究センター長となり、2017年（平成29年）土木学会会長に就任した。ほか、国土審議会、社会資本整備審議会、交通政策審議会の専門委員などを歴任した。2019年（平成31年）3月、京都大学を定年退官、名誉教授。